# Operacja dońsko-manycka
Operacja dońsko-manycka – działania ofensywne wojsk Frontu Kaukaskiego Armii Czerwonej przeciwko Siłom Zbrojnym Południa Rosji. Celem prowadzonej od 17 stycznia do 6 lutego 1920 r. operacji (części operacji północnokaukaskiej) było opanowanie Północnego Kaukazu. Zadania postawione przez dowództwo Armii Czerwonej zostały wykonane tylko częściowo – czerwoni nie zdołali opanować lewego brzegu Manycza.

## Tło wydarzeń
W listopadzie i grudniu 1919 r. Armia Czerwona odbiła z rąk Sił Zbrojnych Południa Rosji kolejno Woroneż, Kursk i Charków, a następnie także Kijów. Biali dowodzeni przez gen. Antona Denikina w nieładzie wycofywali się na kontrolowany jeszcze obszar doński oraz Kaukaz Północny. Poza tym w ich rękach pozostawała część wybrzeża Morza Czarnego oraz Krym.
Na początku stycznia pościg Armii Czerwonej za Siłami Zbrojnymi Południa Rosji przyspieszył. Wojska Frontu Południowo-Wschodniego Armii Wschodniej na początku stycznia 1920 roku z powodzeniem przeprowadziły ofensywną operację rostowsko-nowoczerkaską. 7 stycznia 1920 r. zajęty został Nowoczerkask, zaś 9 stycznia – Rostów nad Donem. Front Południowo-Wschodni został 16 stycznia przekształcony we Front Kaukaski, a jego celem miało być kontynuowanie działań ofensywnych w  regionie.

## Siły stron
Wojskami Frontu Kaukaskiego dowodził początkowo Wasilij Szorin, od 24 stycznia do 4 lutego – Fiodor Afanasjew (p.o.) i od 4 lutego Michaił Tuchaczewski. Radę rewolucyjno-wojskową frontu tworzyli Siergiej Gusiew, Ivar Smilga oraz Walentin Trifonow.
Przed operacją siły czerwonych skoncentrowane były na linii od ujścia Donu, przez Rostów nad Donem, Mielichowską do Konstantinowskiej. 10 i 11 Armia prowadziły działania zaczepne przeciwko oddziałom białych, które cofały się za Manycz. Łącznie Front Kaukaski liczył  47,6 tys. bagnetów, 22,7 tys. szabel, 590 dział, 2732 karabinów maszynowych. Główne siły (bez 11 Armii) liczyły 29,1 tys. bagnetów, 19,3 tys. szabel, 447 dział i 2029 karabinów maszynowych.
Biały Korpus Ochotniczy zajmował natomiast linię Azow – Batajsk, opierając się o silnie ufortyfikowany Batajsk. Trzy korpusy kawalerii dońskiej znajdowały się w rejonie stanicy Olginskiej. Na południe od Batajska znajdowały się, w rezerwie, trzy korpusy kawalerii Kozaków kubańskich. Łącznie biali (Korpus Ochotniczy, Armia Dońska i Armia Kaukaska) dysponowali 31,9 tysięcami bagnetów, 27,4 tys. szabel, ponadto posiadali 451 dział i 1185 karabinów maszynowych).
Teren za Donem, który zajmowały wojska białych, był otwarty i równinny, z licznymi bagnami, jeziorami i strumieniami. Wzmacniało to pozycje białych i nie przeszkadzało działaniom ich artylerii. Ponadto w 1920 r. Don zamarzł dopiero 15 stycznia. Czynnikami działającym na niekorzyść Armii Czerwonej były również braki zaopatrzenia i żywności, które nie mogło docierać z centrum Rosji z powodu zniszczenia sieci kolejowej i zmęczenie żołnierzy. Niektóre związki operacyjne biorące udział w operacji dońsko-manyckiej nacierały na południe bez przerwy od operacji orłowsko-kromskiej w końcu października 1919 r. Ponadto wśród żołnierzy czerwonych wybuchła epidemia tyfusu, a poziom dyscypliny w Armii Konnej był wyjątkowo niski, plagą pozostawało w niej pijaństwo i grabieże. W dodatku Armia Czerwona, posuwając się na południe na obszary zamieszkane przez Kozaków, znajdowała się na terytorium zamieszkiwanym przez ludność jej niechętną. Z kolei w szeregach białych równie poważnym problemem były trudności w pozyskiwaniu nowych rekrutów i niskie morale żołnierzy oraz nieustanne spory między dowódcami.

## Plany stron
Dowództwo czerwonych dążyło do tego, by nie pozwolić białym umocnić się na brzegach Donu i Manycza i sforsować obie rzeki z marszu. Następnie po osiągnięciu linii Jejsk-Wielikokniażeska-jezioro Łopuchowate, miały zostać uzyskane warunki niezbędne do dalszego uderzenia na Tichoriecką, gdzie od stycznia znajdowała się kwatera główna dowództwa Sił Zbrojnych Południa Rosji.
1 Armia Konna (dowodzona przez Siemiona Budionnego) miała za zadanie rozbić siły Korpusu Ochotniczego dowodzonego przez Aleksandra Kutiepowa i osiągnąć linię Jejsk-Kuszczewska. 8 Armia pod dowództwem Grigorija Sokolnikowa miała rozbić 3 korpus doński i dotrzeć do linii Kuszczewska-Mieczotinska. 9 Armii pod dowództwem Aleksandra Stiepinia postawiono zadanie rozbicia 1 korpusu dońskiego i dotarcia do linii Mieczotinska-Wielikokniażeska, a następnie otworzyć korpusowi kawalerii Borisa Dumienki drogę na Tichoriecką. 10 Armia dowodzona przez Aleksandra Pawłowa (inne źródło wskazuje Leonida Klujewa) miała za zadanie rozbić 1 korpus kubański i dotrzeć do Wielikokniażeskiej oraz jeziora Łopuchowatego. Wreszcie 11 Armia pod dowództwem Matwieja Wasilenki, podążając za lewą flanką 10 Armii, miała uderzyć w kierunku Torgowej.

## Przebieg operacji
17-18 stycznia 1 Armia Konna i 8 Armia podjęły próbę forsowania Donu, lecz z powodu nieoczekiwanej, wczesnej odwilży i braku środków niezbędnych do przekroczenia rzeki nie zakończyła się ona powodzeniem. Dopiero 19 stycznia jednostki obu związków zdołały przejść przez Don i zająć odpowiednio stanicę Olginską (1 Armia Konna), Sulin i Darjewską (8 Armia). Oddziały 9 Armii osiągnęły granicę Staroczerkaska – Bagajewska, natomiast 10 Armii – Chołodny – Kargalska – Riemontnoje. Aby odrzucić wojska czerwonych ponownie na prawy brzeg Donu, dowództwo białych przerzuciło w rejon Batajska korpus kawalerii gen. Siergieja Toporkowa i brygadę kawalerii gen. Iwana Barbowicza, natomiast w rejon chutoru Złodiejskiego – 4 korpus doński gen. Aleksandra Pawłowa. Kontratak tych sił, skoordynowany z działaniami Korpusu Ochotniczego i 3 Korpusu Dońskiego, zmusił 1 Armię Konną oraz 8 Armię do odejścia za Don, przy bardzo poważnych stratach graniczących z całkowitym rozbiciem.
Niepowodzenie ofensywy pod Batajskiem doprowadziło do konfliktu między dowódcą Frontu Kaukaskiego Szorinem a dowódcą 1 Armii Konnej Budionnym. Dowodzący frontem uważał, że głównym powodem porażki był dwunastodniowy postój Armii Konnej po zdobyciu Rostowa. W tym czasie kawaleria czerwonych nie prowadziła aktywnych działań, umożliwiając wojskom białych odpoczynek i przygotowanie się do obrony. Ponadto podczas postoju żołnierze Armii Konnej dopuszczali się grabieży, gwałtów i pijaństwa, co sprawiło, że dyscyplina w formacji i jej wartość bojowa jeszcze spadły. Drugą przyczyną niepowodzenia czerwonych według Szorina było wprowadzenie do walki tylko części dywizji przekazanych wcześniej do 1 Armii Konnej. Dowództwo 1 Armii Konnej stało na stanowisku, że przyczyną klęski była ograniczona przestrzeń do rozwijania natarć konnicy i ogólna specyfika błotnistego terenu, niekorzystnego dla działań kawalerii.
W tym samym czasie oddziały 9 Armii pokonały 2 korpus białych i odrzucił go za Manycz. Biała Armia Kaukaska była całkowicie zdemoralizowana i nie podjęła poważnej walki o utrzymanie pozycji. 21 dywizja strzelecka sforsowała Manycz i 21 stycznia zajęła Manyczską, dając tym samym możliwość uderzenia na flankę i tyły grupy uderzeniowej wojsk Denikina. Głównodowodzący Armii Czerwonej Siergiej Kamieniew rozkazał dowódcy Frontu Kaukaskiego przenieść główne siły na obszar operowania 9 Armii. W tym celu 1 Armia Konna miała zostać przerzucona w rejon Konstantinowskiej i Razdorskiej oraz wspólnie z korpusem kawalerii Dumienki uderzyć na flankę i tyły zgrupowania lewej flanki przeciwnika i pokonać je. 9 i 10 Armie miały natomiast rozwijać natarcie w dotychczasowym kierunku.

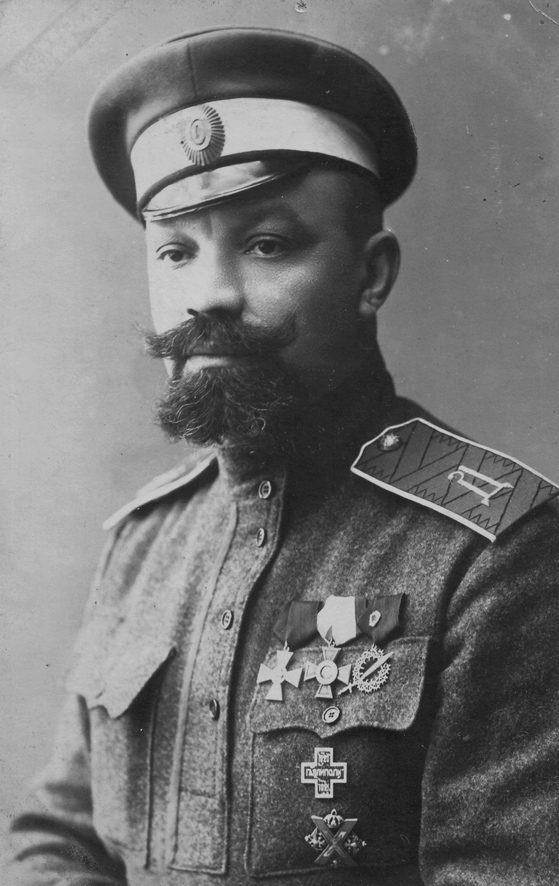
Aleksandr Kutiepow na czele Korpusu Ochotniczego przeprowadził skuteczne kontruderzenie przeciwko czerwonym przeprawiającym się przez Manycz

28 stycznia wojska Frontu Kaukaskiego ponownie przeszli do ofensywy. 1 Armia Konna osiągnęła linię Manyczska-Małozapadnienski. Korpus konny Dumienki razem z 23 dywizją strzelecką uderzył z rejonu Spornogo na Wiesioły i rozbijając jednostki 2 korpusu dońskiego korpusu, dotarł do linii Jefriemow-Pozdniejew-Procikow-Chomutiec. Dowództwo białych utworzyło w okolicy Jefriemowa grupę uderzeniową, w której znalazły się 7 dywizja dońska 2 korpusu dońskiego, 4 korpus doński i część 1 korpusu dońskiego. Wojska te uderzyły z trzech kierunków na korpus Dumienki i 23 dywizję strzelecką, zmuszając je do odwrotu za Manycz. 29 stycznia ta sama grupa uderzyła na jednostki 1 Armii Konnej, które pod ich naporem musiały wycofać się na północny brzeg Manycza w rejonie Fiedułowa, Jelikina i Kudinowa. W toku odwrotu za Manycz Armia Konna straciła niemal całą posiadaną artylerię.
Porażka Armii Konnej z 29 stycznia ponownie wywołała spory między dowództwem frontu i radą rewolucyjno-wojskową 1 Armii Konnej. Wasilij Szorin widział główną przyczynę niepowodzenia w tym, że Armia Konna po sukcesie z 28 stycznia dopiero po 12 godzinach ruszyła w pościg za przeciwnikiem. Członek rady rewolucyjno-wojskowej 1 Armii Konnej Klimient Woroszyłow twierdził natomiast, że przyczyną niepowodzenia był brak skoordynowanego dowództwa dwóch grup kawalerii (Budionnego i Dumienki). Woroszyłow przekonywał, że Dumienko ruszył naprzód, gdy Armia Konna dopiero szykowała się do przeprawy przez Manycz i dlatego przeciwnik miał możliwość w odrębnych starciach pokonać najpierw jedno, a potem drugie zgrupowanie.
Podejmowane przez czerwonych w dniach 31 stycznia – 2 lutego nowe próby sforsowania Manycza i przebicia się przez obronę przeciwnika nie zakończyły się powodzeniem. Na rozkaz dowódcy naczelnego 6 lutego jednostki Armii Czerwonej przeszły do obrony. W końcu lutego, gdy czerwoni podjęli nowe natarcie, Korpus Ochotniczy i Armia Dońska dokonywały nawet udanych działań kontrofensywnych, na krótko odzyskując Rostów nad Donem. Były to jednak ostatnie zwycięstwa Sił Zbrojnych Południa Rosji podczas wojny domowej.

## Rezultaty
W trakcie operacji dońsko-manyckiej wojska Armii Czerwonej tylko częściowo wykonały swoje zadania i osiągnęły linię, z której miało być prowadzone uderzenie na Tichoriecką. Operacja nie zakończyła się powodzeniem z powodu rozproszenia sił i kierowania wojsk na rozbieżne kierunki, bez koncentracji sił i środków przy wyprowadzeniu głównego uderzenia. Wpływ na jej końcowy wynik miała także niska wartość bojowa 1 Armii Konnej, którą w dodatku wykorzystano w niekorzystnych dla niej warunkach (bagienne tereny nad meandrującym Donem). Ponadto żołnierze byli zmęczeni poprzednimi walkami, piechota i jazda nie dość ściśle współpracowały, a dowództwo białych umiejętnie posłużyło się konnicą do odrzucenia czerwonych za Manycz. Niepowodzenie operacji stało się jedną z przyczyn zmiany dowództwa frontu: Wasilija Szorina, na którego działania Budionny skarżył się osobiście Leninowi, zastąpił ostatecznie Michaił Tuchaczewski.